# Тимариоты
Тимариоты или Тимарлы (тур. timarlı) — иррегулярное кавалерийское ополчение в средневековых тюркских государствах, собираемое властями из держателей земельных наделов — тимаров. Тимариоты были обязаны служить в действующей армии (во время походов), а также участвовать в карательных акциях против выступлений и преступности, за что в мирное время получали доход со своего тимара.
Система тимаров унаследовала многие черты византийской пронии и в Османской империи появилась при султане Орхане I (1326—1359), награждавшем пожалованиями отличившихся воинов.
Тимариоты сохраняли своё военное значение до середины 17 века, но их титулы были отменены намного позже. Тимариоты объединялись в полки (тур. alay) и дивизии (санджаки, дословно — знамёна). Общее руководство армией осуществлял бейлербей.
По переписи 1525 года, тимариотами числились 37 818 человек.